# Hôtel Pourfour du Petit
El hotel Pourfour du Petit es una antigua mansión ubicada en 7 rue Lacépède en el V Distrito de  París.

## Historia
Fue construido en 1761 en el sitio de dos casas antiguas que llevan el letrero de " el Elefante" para Étienne Pourfour du Petit, hijo del anatomista François Pourfour du Petit, él mismo decano de la Facultad de Medicina de París en 1782. Los opositores republicanos a la Monarquía de Julio, incluidos Godefroy Cavaignac, hermano del general Louis-Eugène Cavaignac, Armand Marrast y el abogado Berryer, detenidos en la prisión de Sainte-Pélagie ubicada en la rue de la Clef, escaparon de ella el 12 de julio de 1834 por un subterráneo que conectaba el hotel con la prisión. A principios del XX sirvió como oficinas para la destilería Bardin y Perraud.

## Arquitectura
Entre el patio y el jardín está precedido por un edificio en la calle cuya puerta está rodeada por dos tiendas. La parte central estrecha de 3 bahías está enmarcada por alas ciegas redondeadas colocadas frente a las cuales se han bloqueado la mayoría de las aberturas. La decoración tallada incluye un friso decorativo debajo de la cornisa, un frontón triangular que remata el vano central y un mascarón de Hércules sobre la puerta de entrada. La elevación del ático desequilibra el conjunto. 